# The Deep (telessérie)
The Deep é uma série de televisão britânica produzida pela Tiger Aspect Productions para a BBC do País de Gales. Escrita por Simon Donald, e estrelada por Minnie Driver, James Nesbitt, e Goran Visnjic como a tripulação de um submarino de pesquisa que se deparam com desastres em milhares de metros de profundidade no Círculo do Polar Ártico.
O drama foi filmado durante 12 semanas e em Dumbarton, e foi transmitida pela BBC One durante o verão de 2010. No Brasil a série estreou no canal +Globosat na quinta-feira, dia 16 de agosto de 2012, às 21 horas.

## Sinopse
Um grupo de oceanógrafos busca uma nova fonte de bio-combustível na Dorsal de Lomonossov. Um desastre atinge o submarino em que eles estavam, os deixando encalhados a milhares de metros debaixo d'água. O grupo deve agora lidar com personalidades conflitantes e encontrar um caminho para a superfície.

## Elenco
- James Nesbitt como Clem
- Minnie Driver como Frances
- Goran Visnjic como Samson
- Orla Brady como Catherine
- Sinéad Cusack como Meg
- Sacha Dhawan como Vincent
- Vera Filatova como Svetlana
- Tobias Menzies como Raymond
- Tom Wlaschiha como Arkady
- Nick Nevern como Stas
- Antonia Thomas como Maddy
- Nicholas Pinnock como Goodison
- Molly Jones como Scarlet
- Shonagh Price como Sandra
- Ron Donachie como Sturridge
- Nigel Whitmey como Lowe
- Dan Li como Hatsuto